# 美國參議院秘書長
美國參議院秘書長是美國參議院內的官員，負責監管轄下眾多局處，以加強該院日常運作。職務可類比於美國眾議院書記官。
首任秘書長於1789年4月8日遴選而出，即參議院在第1屆美國國會開議中首次湊足法定人數兩天之後。打從一開始，秘書長就負責保存議事錄和參議員表決記錄等各項記要，收發與總統和眾議院間的法定訊息，及採購用品。當參議院發展成國家的重要部門，秘書長之職責也隨之擴展並加重，其管理對象現已擴及文員、策展人、和電腦，還負責發放工資、購置文具、教育訓練青年助理，以及維護公共記錄。時至今日，秘書長更要協調兩項參議院史上涉及最廣的技術倡議，導入尖峰效能至立法和財務方面的資訊管理。秘書長兼具立法行政雙重職能。
依兩黨共識，參議院秘書長由多數黨領袖遴選，表決不過虛應故事。美國憲法第一條第三款的參議院官員條款規定：「參議院選舉本院其他官員」。第六條的宣誓擁護條款則規定：「合眾國……官員……應宣誓或作代誓宣言擁護本憲法」。基於第六條，第1屆美國國會通過的《宣誓儀程規範法》（迄今有效）規定：「參議院秘書長…應…(遂行)宣誓擁護(以應美國憲法第六條所求)」。
現任秘書長（第119屆美國國會）為Jackie Barber。

## 立法職能
參議院秘書長通常於開議時伴隨美國參議院牧師進入議場，就座於主事者旁。秘書長審查並簽署參議院通過的每項法案。在某些特定狀況下，參議院秘書長也能主持議程。最近一次是在2010年6月28日，臨時議長西維吉尼亞州參議員勞勃·伯德猝逝，時當副總統喬·拜登缺席。當次會議由參議院秘書長Nancy Erickson短暫主持，直至參議院通過決議選任夏威夷州參議員丹尼爾·井上為新的臨時議長。
首任秘書長還負責記錄參議院議事錄，今由日誌員接手履行。在《國會記錄》正式成為官方出版品後，秘書長又有了監管參議院辯論報告和《每日文摘》的準備工作。須向秘書長請示的院內工作人員包括美國參議院立法程序官、法案文員、和立法文員。

## 行政職能
首任秘書長負責採購十八世紀參議員所需的羽毛筆、墨水和羊皮紙。現代的參議院秘書長們則負責管理參議院文具室，一個值數百萬美元的瑣細物品機關，以應參議員辦公室所需。打從一開始，秘書就身兼參議院出納，支付參議員們每天六美元的薪資，外加差旅費。隨著參議院規模擴大，又任命了秘書長轄下的獨立財務員。
鑑於參議院法案、決議、聽證會、和報告等之時效性與歷史意義，秘書長也監管官方印刷品與文件處、參議院安全辦公室（負責保管機密文件）、美國參議院圖書館、參議院策展人室、和參議院歷史室。秘書長也負責管理跨議會服務辦公室，服務參議院所參與的跨議會性質聚會，並協助參議員們往來國際間。此外，經由秘書長指示，公共記錄辦公室負責收集並公開事關競選資金、財務道德、境外旅行、和遊說等的文件。
1789年，參議院秘書長獲准聘用「一名首席書記」。這名首席書記，或稱書記長，多年來在議場內主責閱卷。但到了1960年代，為因應秘書長日益繁重的行政職責，該職位演變為參議院助理秘書長，監督秘書長辦公室內行政管理，包括電腦和秘書長的網站。助理秘書長於秘書長缺席時亦代行其職責。1960年代，在Francis R. Valeo領導下，參議院秘書長轄下各職重新定義，從委任性職位轉變為專職，這一趨勢在Valeo之後繼續維持。

## 著名秘書長
由於膺受重任，參議院秘書長一職代有才人出。首任參議院秘書長Samuel Allyne Otis任職前曾為麻薩諸塞州議會議長和大陸會議議員。Otis秘書長任職25年，在參議院會期內保持全勤。紐約州的安森·麥庫克將軍，曾任眾議員。他是內戰期間的「麥庫克勇士」之一，也曾任秘書長。美利堅聯盟國的將軍與國會議員，北卡羅來納州的威廉·魯芬·考克斯也曾任秘書長。此外，新罕布夏參議員查爾斯·卡茨和賓州參議員沃爾特·洛里亦也曾此職。查爾斯·古德溫·貝內特是曾任此職的眾議員（紐約州）。在第九十九屆國會（1985-1987 年）期間，Jo-Anne Lee Coe成為首位女性秘書長。
參議院秘書長將一生的職涯投入參議院並不少見。許多人都是從青年助理開始幹起，如「新政」時期的Edwin Halsey；哈里·S·杜魯門總統的密友Leslie Biffle；第八十屆和第八十三屆國會期間的Carl Loeffler和J. Mark Trice；以及1987年至1994年的Walter J. Stewart。

## 參議院秘書長一覽
以下諸人曾任參議院秘書長：
| 屆   | 肖像 | 姓名                   | 出身       | 任期始自       | 任期終於       | 國會屆次       | 參     |
| ---- | ---- | ---------------------- | ---------- | -------------- | -------------- | -------------- | ------ |
| 1    |      | Samuel Allyne Otis     | 麻薩諸塞   | 1789年4月8日   | 1814年4月22日  | 第1屆 – 第13屆 | [ 11 ] |
| 代理 |      | Samuel Turner, Jr.     |            | 1814年9月19日  | 1814年10月11日 | 第13屆         |        |
| 2    |      | Charles Cutts          | 新罕布夏   | 1814年10月12日 | 1825年12月12日 | 13屆 – 19屆    | [ 12 ] |
| 3    |      | Walter Lowrie          | 賓夕法尼亞 | 1825年12月12日 | 1836年12月5日  | 19屆 – 24屆    | [ 13 ] |
| 4    |      | Asbury Dickins         | 北卡羅萊納 | 1836年12月13日 | 1861年7月15日  | 24屆 – 37屆    | [ 14 ] |
| 5    |      | John Weiss Forney      | 賓夕法尼亞 | 1861年7月15日  | 1868年6月4日   | 37屆 – 40屆    | [ 15 ] |
| 6    |      | George C. Gorham       | 加利福尼亞 | 1868年6月6日   | 1879年3月24日  | 40屆 – 46屆    | [ 16 ] |
| 7    |      | John Christopher Burch | 田納西     | 1879年3月24日  | 1881年7月28日  | 46屆 – 47屆    | [ 17 ] |
| 代理 |      | Francis E. Shober      | 北卡羅萊納 | 1881年10月24日 | 1883年12月18日 | 47屆 – 48屆    |        |
| 8    |      | Anson G. McCook        | 紐約州     | 1883年12月18日 | 1893年8月7日   | 48屆 – 53屆    | [ 18 ] |
| 9    |      | William Ruffin Cox     | 北卡羅萊納 | 1893年8月7日   | 1900年1月31日  | 53屆 – 56屆    | [ 19 ] |
| 10   |      | Charles G. Bennett     | 紐約州     | 1900年2月1日   | 1913年3月13日  | 56屆 – 63屆    | [ 20 ] |
| 11   |      | James Marion Baker     | 南卡羅萊納 | 1913年3月13日  | 1919年5月19日  | 63屆 – 66屆    | [ 21 ] |
| 12   |      | George A. Sanderson    | 伊利諾     | 1919年5月19日  | 1925年4月24日  | 66屆 – 69屆    | [ 22 ] |
| 13   |      | Edwin Pope Thayer      | 印第安納   | 1925年12月7日  | 1933年3月9日   | 69屆 – 73屆    | [ 23 ] |
| 14   |      | Edwin A. Halsey        | 維吉尼亞   | 1933年3月9日   | 1945年1月29日  | 73屆 – 79屆    | [ 24 ] |
| 15   |      | Leslie Biffle          | 阿肯色     | 1945年2月8日   | 1947年1月4日   | 79屆 – 80屆    | [ 25 ] |
| 16   |      | Carl A. Loeffler       | 賓夕法尼亞 | 1947年1月4日   | 1949年1月3日   | 80屆           | [ 26 ] |
| 17   |      | Leslie Biffle]]        | 阿肯色     | 1949年1月3日   | 1953年1月3日   | 81屆 – 82屆    | [ 25 ] |
| 18   |      | J. Mark Trice          | 馬里蘭     | 1953年1月3日   | 1955年1月5日   | 83屆 – 84屆    | [ 27 ] |
| 19   |      | Felton M. Johnston     | 密西西比   | 1955年1月5日   | 1965年12月30日 | 84屆 – 89屆    | [ 28 ] |
| 20   |      | Emery L. Frazier       | Kentucky   | 1966年1月1日   | 1966年9月30日  | 89屆           | [ 29 ] |
| 21   |      | Francis R. Valeo       | 華盛頓特區 | 1966年10月1日  | 1977年3月31日  | 89屆 – 95屆    | [ 30 ] |
| 22   |      | Joseph Stanley Kimmitt | 維吉尼亞   | 1977年4月1日   | 1981年1月4日   | 95屆 – 97屆    | [ 31 ] |
| 23   |      | William F. Hildenbrand | 華盛頓特區 | 1981年1月5日   | 1985年1月2日   | 97屆 – 98屆    | [ 32 ] |
| 24   |      | Jo–Anne L. Coe         | 維吉尼亞   | 1985年1月3日   | 1987年1月6日   | 99屆 – 100屆   | [ 33 ] |
| 25   |      | Walter J. Stewart      | 華盛頓特區 | 1987年1月6日   | 1994年4月15日  | 100屆 – 103屆  | [ 34 ] |
| 26   |      | Martha S. Pope         | 康乃狄克   | 1994年4月15日  | 1995年1月3日   | 103屆          | [ 35 ] |
| 27   |      | Sheila P. Burke        | 加利福尼亞 | 1995年1月4日   | 1995年6月7日   | 104屆          | [ 36 ] |
| 28   |      | Kelly D. Johnston      | 奧克拉荷馬 | 1995年6月8日   | 1996年9月30日  | 104屆          | [ 37 ] |
| 29   |      | Gary Lee Sisco         | 田納西     | 1996年10月1日  | 2001年7月11日  | 104屆 – 107屆  | [ 38 ] |
| 30   |      | Jeri Thomson           | 維吉尼亞   | 2001年7月12日  | 2003年1月6日   | 107屆 – 108屆  | [ 39 ] |
| 31   |      | Emily J. Reynolds      | 田納西     | 2003年1月7日   | 2007年1月3日   | 108屆 – 109屆  | [ 40 ] |
| 32   |      | Nancy Erickson         | 南達科他   | 2007年1月4日   | 2015年1月5日   | 110屆 – 114屆  | [ 41 ] |
| 33   |      | Julie E. Adams         | 愛荷華     | 2015年1月6日   | 2021年3月1日   | 114屆 – 117屆  | [ 42 ] |
| 34   |      | Sonceria "Ann" Berry   | 阿拉巴馬   | 2021年3月1日   | 2025年1月3日   | 117屆 – 118屆  | [ 43 ] |
| 35   |      | Jackie Barber          | 南達科他   | 1月 3日, 2025  | 在職           | 119屆          | [ 44 ] |

Table notes:
1. 1 2 3 4  逝於任上
2. ↑  書記長兼
3. ↑  80歲退休，任期未滿
4. ↑  70歲退休

## 外部連結
- Secretary of the Senate, officers of the U.S. Senate